# Landtagswahlkreis Pforzheim
Der Wahlkreis Pforzheim (Wahlkreis 42) ist ein Landtagswahlkreis in Baden-Württemberg. Er umfasste bei der letzten Landtagswahl 2021  den Stadtkreis Pforzheim sowie die Gemeinden Birkenfeld, Engelsbrand, Ispringen und Kieselbronn aus dem Enzkreis. Wahlberechtigt waren 91.744 Einwohner.
Die Grenzen der Landtagswahlkreise wurden nach der Kreisgebietsreform von 1973 zur Landtagswahl 1976 grundlegend neu zugeschnitten und seitdem nur punktuell geändert. Der Wahlkreis Pforzheim gehörte immer zu den nach Bevölkerungszahl kleinsten Wahlkreisen. Sein Gebiet war zunächst identisch mit dem Stadtkreis Pforzheim, bis das im Vergleich zum landesweiten Trend geringe Bevölkerungswachstum zur Landtagswahl 1992 zu einer ersten Änderung des Wahlkreiszuschnitts führte. Dabei wurde die Gemeinde Birkenfeld aus dem benachbarten Wahlkreis Enz dem Wahlkreis Pforzheim zugeordnet. Zur Landtagswahl 2011 wurden auch die Gemeinden Engelsbrand, Ispringen und Kieselbronn an den Wahlkreis Pforzheim angegliedert.

## Wahl 2021
Die Landtagswahl 2021 hatte folgendes Ergebnis:
| Direktkandidat     | Partei           | Stimmen in % | Landtagswahl 2016 Stimmen in % |
| ------------------ | ---------------- | ------------ | ------------------------------ |
| Felix Herkens      | Grüne            | 26,2         | 24,1                           |
| Philipp Dörflinger | CDU              | 20,1         | 22,4                           |
| Bernd Grimmer      | AfD              | 15,8         | 24,2                           |
| Annkathrin Wulff   | SPD              | 10,1         | 11,4                           |
| Hans-Ulrich Rülke  | FDP              | 16,1         | 10,6                           |
| Hüseyin Okur       | DIE LINKE        | 3,3          | 3,4                            |
| Matthias Dietrich  | ödp              | 0,6          | 0,6                            |
| Michael Schwarz    | Freie Wähler     | 4,4          | –                              |
| Yanic Leipzig      | KlimalisteBW     | 0,8          | –                              |
| Elvira Kalteis     | WiR2020          | 1,3          | –                              |
| Markus Wiedermann  | Volt             | 0,9          | –                              |
| Julia Hilber       | Einzelbewerberin | 0,3          | –                              |
| –                  | Sonstige         | –            | 3,5                            |

## Wahl 2016
Die Landtagswahl 2016 hatte folgendes Ergebnis:
| Direktkandidat    | Partei           | Stimmen in % | Landtagswahl 2011 Stimmen in % |
| ----------------- | ---------------- | ------------ | ------------------------------ |
| Marianne Engeser  | CDU              | 22,4         | 44,5                           |
| Katrin Lechler    | GRÜNE            | 24,1         | 19,0                           |
| Annkathrin Wulff  | SPD              | 11,4         | 22,8                           |
| Hans-Ulrich Rülke | FDP              | 10,6         | 4,7                            |
| Günter Busch      | LINKE            | 3,4          | 3,5                            |
| Stefan Kohlrusch  | REP              | 0,3          | 1,2                            |
| Armin Schrott     | NPD              | 0,5          | 1,4                            |
| Markus Rauch      | ÖDP              | 0,6          | 0,9                            |
| Martin Einsiedler | ALFA             | 0,9          | n.k.                           |
| Bernd Grimmer     | AfD              | 24,2         | n.k.                           |
| Paul Wahnsiedler  | ARMINIUS-Bund    | 0,1          | n.k.                           |
| Michael Rößner    | RECHTE           | 0,1          | n.k.                           |
| Patricia Kopietz  | Tierschutzpartei | 1,6          | n.k.                           |

Das Erstmandat wurde von Bernd Grimmer (AfD) gewonnen. Per Zweitmandat zog außerdem noch Hans-Ulrich Rülke (FDP) in den Landtag ein.

## Wahl 2011
Die Landtagswahl 2011 hatte folgendes Ergebnis:
| Direktkandidat    | Partei   | Stimmen in % | Landtagswahl 2006 Stimmen in % |
| ----------------- | -------- | ------------ | ------------------------------ |
| Stefan Mappus     | CDU      | 44,5         | 45,9                           |
| Martin Kunzmann   | SPD      | 22,8         | 24,4                           |
| Sibylle Schüßler  | GRÜNE    | 19,0         | 08,8                           |
| Monika Descharmes | FDP      | 04,7         | 11,2                           |
| Claus Spohn       | LINKE    | 03,5         | WASG: 5,3                      |
| Kai-Uwe Hermann   | PIRATEN  | 02,1         | —                              |
| Emanuel Reitter   | NPD      | 01,4         | 01,0                           |
| Dieter Ebert      | REP      | 01,2         | 03,1                           |
| Franz Seiler      | ÖDP      | 00,9         | –                              |
| —                 | Sonstige | —            | 00,2                           |

## Wahlen und Abgeordnete seit 1976
Bei den Landtagswahlen in Baden-Württemberg hat jeder Wähler nur eine Stimme, mit der sowohl der Direktkandidat als auch die Gesamtzahl der Sitze einer Partei im Landtag ermittelt werden. Dabei gibt es keine Landes- oder Bezirkslisten, stattdessen werden zur Herstellung des Verhältnisausgleichs unterlegenen Wahlkreisbewerbern Zweitmandate zugeteilt. Durch die bisherige Regelung, die eine Zuteilung dieser Mandate nach absoluter Stimmenzahl auf Ebene der Regierungsbezirke vorsah, konnten seit 1976 nur zwei Bewerber aus dem sehr kleinen Wahlkreis Pforzheim ein Zweitmandat erringen.
Bei der Landtagswahl 2001 trat die Bundestagsabgeordnete, Landesvorsitzende und Spitzenkandidatin der SPD Baden-Württemberg für das Amt des Ministerpräsidenten Ute Vogt in diesem Wahlkreis gegen Stefan Mappus (CDU) an. Die SPD legte zwar in dieser Wahl landesweit um 8,2 Prozentpunkte zu und Ute Vogt erreichte im Wahlkreis sogar einen Stimmenzuwachs von 13,5 Prozentpunkten. Dies reichte aber nicht aus, das Direktmandat oder ein Zweitmandat zu erringen. Vogt, die bei der Bundestagswahl 1998 im Bundestagswahlkreis Pforzheim das Direktmandat erlangt hatte, zog deshalb 2001 nicht in den Landtag ein und blieb bis 2005 Mitglied des Bundestags. Ihr wurde in diesem Zusammenhang vorgeworfen, ein Landtagsmandat gar nicht ernsthaft anzustreben, zumal eine Kandidatur in einem größeren Wahlkreis problemlos möglich gewesen wäre.
Der ebenfalls in Pforzheim wohnende aktuelle Fraktionsvorsitzende der FDP, Hans-Ulrich Rülke, kandidierte hingegen bisher im benachbarten Wahlkreis Enz. Zur Landtagswahl 2016 kandidierte Rülke sowohl im Wahlkreis Enz, als auch im Wahlkreis Pforzheim. Er errang in beiden Wahlkreisen ein Mandat, weshalb sein Ersatzbewerber Erik Schweickert für den Wahlkreis Enz nachrückte.
Den Wahlkreis Pforzheim vertraten seit 1976 folgende Abgeordnete im Landtag:
| Partei | Art des Mandats | Gewählte |
| ------ | --------------- | --- |
| CDU    | Erstmandat      | Hugo Leicht 1976, 1980, 1984, 1988, 1992 Stefan Mappus 1996, 2001, 2006, 2011, Mandat niedergelegt im August 2011 Marianne Engeser 2011 nachgerückt |
| AfD    | Erstmandat      | Bernd Grimmer 2016 |
| AfD    | Zweitmandat     | Bernd Grimmer 2021, verstorben am 18. Dezember 2021 Alfred Bamberger nachgerückt am 5. Januar 2022                                                  |
| Grüne  | Erstmandat      | Felix Herkens 2021 |
| FDP    | Zweitmandat     | Hans-Ulrich Rülke 2016, 2021 |
| REP    | Zweitmandat     | Willi Auer 1992, Mandat niedergelegt im September 1993 1                                                                                            |